# 忘愛計時
《忘愛計時》（西班牙語：El tiempo que te doy）是2021年Netflix原創西班牙浪漫劇情迷你影集。由娜迪亞·聖地牙哥開創，伊內斯·平托爾（Inés Pintor）與帕布羅·桑提德里安（Pablo Santidrián）執導兼編劇，並由聖地牙哥與阿爾瓦羅·賽萬堤斯領銜主演。劇情講述女主角麗娜學會如何忘卻分手的痛苦，並重新找回自己。
全季於2021年10月29日在Netflix上映，共有10集，每集僅11分鐘。

## 劇情大綱
一對相戀九年的情侶在一次爭吵中分手。悲傷欲絕的麗娜試圖找事情做來讓自己忘記這一切。

## 演員及角色

### 主要角色
- 娜迪亞·聖地牙哥 飾演 麗娜·路易茲（Lina Ruiz）：護專生。在一家渡假飯店打工時認識了尼可。
- 阿爾瓦羅·賽萬堤斯（英语：Álvaro Cervantes） 飾演 尼可拉斯·托雷斯（Nicolás Torres）：熱愛潛水的游泳教練。

### 常設角色
- 卡拉·薩瓦萊塔（Cala Zavaleta）飾演 伊妮絲（Inés）：麗娜的朋友。
- 大衛·卡斯蒂略（英语：David Castillo (actor)） 飾演 桑提（Santi）：尼可的朋友。
- 尼科·羅梅羅（英语：Nico Romero） 飾演 胡立歐（Julio）：麗娜的醫院同事。
- 卡拉·莉娜雷斯（Carla Linares）飾演 蘿拉（Laura）：麗娜的室友。
- 穆薩·艾查理夫（Moussa Echarif）飾演 薩米爾（Samir）：麗娜在摩洛哥旅行時邂逅的對象。
- 普林斯·伊澤亞尼姆（Prince Ezeanyim）飾演 佩卓（Pedro）：伊妮絲的男友。

## 集數
| 集數 | 標題                                                                         | 導演                                                                 | 編劇                                              | 上線日期       |
| ---- | ---------------------------------------------------------------------------- | -------------------------------------------------------------------- | ------------------------------------------------- | -------------- |
| 1    | 一分鐘活在當下，十分鐘緬懷過往 1 minuto de presente y 10 minutos de recuerdo | 伊內斯·平托爾（Inés Pintor）、 帕布羅·桑提德里安（Pablo Santidrián） | 娜迪亞·聖地牙哥、伊內斯·平托爾、帕布羅·桑提德里安 | 2021年10月29日 |
| 2    | 兩分鐘活在當下，九分鐘緬懷過往 2 minutos de presente y 9 minutos de recuerdo | 伊內斯·平托爾、帕布羅·桑提德里安                                     | 娜迪亞·聖地牙哥、伊內斯·平托爾、帕布羅·桑提德里安 | 2021年10月29日 |
| 3    | 三分鐘活在當下，八分鐘緬懷過往 3 minutos de presente y 8 minutos de recuerdo | 伊內斯·平托爾、帕布羅·桑提德里安                                     | 娜迪亞·聖地牙哥、伊內斯·平托爾、帕布羅·桑提德里安 | 2021年10月29日 |
| 4    | 四分鐘活在當下，七分鐘緬懷過往 4 minutos de presente y 7 minutos de recuerdo | 伊內斯·平托爾、帕布羅·桑提德里安                                     | 娜迪亞·聖地牙哥、伊內斯·平托爾、帕布羅·桑提德里安 | 2021年10月29日 |
| 5    | 五分鐘活在當下，六分鐘緬懷過往 5 minutos de presente y 6 minutos de recuerdo | 伊內斯·平托爾、帕布羅·桑提德里安                                     | 娜迪亞·聖地牙哥、伊內斯·平托爾、帕布羅·桑提德里安 | 2021年10月29日 |
| 6    | 六分鐘活在當下，五分鐘緬懷過往 6 minutos de presente y 5 minutos de recuerdo | 伊內斯·平托爾、帕布羅·桑提德里安                                     | 娜迪亞·聖地牙哥、伊內斯·平托爾、帕布羅·桑提德里安 | 2021年10月29日 |
| 7    | 七分鐘活在當下，四分鐘緬懷過往 7 minutos de presente y 4 minutos de recuerdo | 伊內斯·平托爾、帕布羅·桑提德里安                                     | 娜迪亞·聖地牙哥、伊內斯·平托爾、帕布羅·桑提德里安 | 2021年10月29日 |
| 8    | 八分鐘活在當下，三分鐘緬懷過往 8 minutos de presente y 3 minutos de recuerdo | 伊內斯·平托爾、帕布羅·桑提德里安                                     | 娜迪亞·聖地牙哥、伊內斯·平托爾、帕布羅·桑提德里安 | 2021年10月29日 |
| 9    | 九分鐘活在當下，兩分鐘緬懷過往 9 minutos de presente y 2 minutos de recuerdo | 伊內斯·平托爾、帕布羅·桑提德里安                                     | 娜迪亞·聖地牙哥、伊內斯·平托爾、帕布羅·桑提德里安 | 2021年10月29日 |
| 10   | 十分鐘活在當下，一分鐘緬懷過往 10 minutos de presente y 1 minuto de recuerdo | 伊內斯·平托爾、帕布羅·桑提德里安                                     | 娜迪亞·聖地牙哥、伊內斯·平托爾、帕布羅·桑提德里安 | 2021年10月29日 |

## 製作
2020年10月22日，Netflix宣佈由娜迪亞·聖地牙哥、伊內斯·平托爾（Inés Pintor）和帕布羅·桑提德里安（Pablo Santidrián）三人擔任開創兼編劇的迷你影集《忘愛計時》將於2021年發行，全季共10集，每集均為11分鐘。該劇由聖地牙哥與阿爾瓦羅·賽萬堤斯領銜主演，平托爾和桑提德里安共同執導。其他演員陣容包括卡拉·薩瓦萊塔（Cala Zavaleta）、尼科·羅梅羅、卡拉·莉娜雷斯（Carla Linares）、穆薩·艾查理夫（Moussa Echarif）、普林斯·伊澤亞尼姆（Prince Ezeanyim）。

### 拍攝
主體拍攝於2020年底開始，取景地點包括馬德里和格拉納達。

## 發行
首支前導預告於2021年9月14日上線，並提及全劇將於同年10月29日在Netflix首播。

## 獎項及提名
| 年份 | 獎項     | 類別             | 提名              | 结果 | Ref.   |
| ---- | -------- | ---------------- | ----------------- | ---- | ------ |
| 2022 | 費洛斯獎 | 最佳劇情電視劇   | 最佳劇情電視劇    | 提名 | [ 9 ]  |
| 2022 | 費洛斯獎 | 最佳電視劇男主角 | 阿爾瓦羅·賽萬堤斯 | 提名 | [ 9 ]  |
| 2022 | 費洛斯獎 | 最佳電視劇女主角 | 娜迪亞·聖地牙哥   | 提名 | [ 9 ]  |
| 2022 | 弗桂獎   | 最佳電視劇女主角 | 娜迪亞·聖地牙哥   | 提名 | [ 10 ] |

## 外部連結
- 在Netflix上觀看《忘愛計時》
- 互联网电影数据库（IMDb）上《忘愛計時》的资料（英文）